# 岡田有正
岡田 有正（おかだ ありまさ）はTBSテレビ事業局映画・アニメ事業部所属の映画プロデューサー、およびテレビプロデューサー、アニメプロデューサー。

## 主な作品

### アシスタントプロデューサー
- 黄泉がえり（2003年、塩田明彦監督）
- MOON CHILD（2003年、瀬々敬久監督）
- ドラゴンヘッド（2003年、飯田譲治監督、2003年度映像技術賞受賞）
- 嫌われ松子の一生（2006年、中島哲也監督）

### アソシエイトプロデューサー
- どろろ（2007年、塩田明彦監督、第40回シッチェス・カタロニア国際映画祭Orient Express部門（全アジア映画）最優秀賞受賞、2007年度映像技術賞受賞）
- クローズZERO（2007年、三池崇史監督）
- クローズZEROII（2009年、三池崇史監督）

### プロデューサー
- 劇場版 鋼の錬金術師 シャンバラを征く者（2005年、水島精二監督）
- バッテリー（2006年、滝田洋二郎監督）
- キラー・ヴァージンロード（2009年、岸谷五朗監督）
- レイトン教授と永遠の歌姫（2009年、橋本昌和監督）
- ゼブラーマン -ゼブラシティの逆襲-（2010年、三池崇史監督）
- 鋼の錬金術師 嘆きの丘の聖なる星（2011年、村田和也監督）
- ももへの手紙（2012年、沖浦啓之監督）
- 青の祓魔師 ―劇場版―（2012年、高橋敦史監督）
- 天地明察（2012年、滝田洋二郎監督）
- ふしぎな岬の物語（2014年、成島出監督）
- エヴェレスト 神々の山嶺（2016年、平山秀幸監督）
- コーヒーが冷めないうちに（2018年、塚原あゆ子監督）
- 老後の資金がありません！（2021年、前田哲監督）
- 九十歳。何がめでたい（2024年公開予定、前田哲監督）

### 共同プロデューサー
※☆が付与された作品はテレビ放映用作品
- 雷桜（2010年、廣木隆一監督）
- クローズEXPLODE（2014年、豊田利晃監督）
- ルパン三世（2014年、北村龍平監督）
- カミワザ・ワンダ☆（2016年-2017年、橋本みつお監督）
- ジョジョの奇妙な冒険 ダイヤモンドは砕けない 第一章（2017年、三池崇史監督）
- 三島由紀夫vs東大全共闘〜50年目の真実〜（2020年、豊島圭介監督）

### チーフプロデューサー
- おしん（2013年、冨樫森監督）
- 忍たま乱太郎 夏休み宿題大作戦!の段（2013年、田﨑竜太監督）